# Mac OS X v10.3
Mac OS X versiunea 10.3 este a patra versiune majoră de Mac OS X, a fost lanssat pe 24 octombrie 2003.

## Cerințe de sistem
- Power PC G3,G4 sau G5 procesor de cel puțin 233 MHz
- Minim 128 MB RAM
- Cel puțin 1,5 GB pe HDD

## Istoric versiuni
- Mac OS X 10.3.0 lansat pe 24 octombrie 2003
- Mac OS X 10.3.1 lansat pe 10 noiembrie 2003
- Mac OS X 10.3.2 lansat pe 17 decembrie 2003
- Mac OS X 10.3.3 lansat pe 15 martie 2004
- Mac OS X 10.3.4 lansat pe 26 mai 2004
- Mac OS X 10.3.5 lansat pe 9 august 2004
- Mac OS X 10.3.6 lansat pe 5 noiembrie 2004
- Mac OS X 10.3.7 lansat pe 15 decembrie 2004
- Mac OS X 10.3.8 lansat pe 9 februarie 2005
- Mac OS X 10.3.9 lansat pe 15 aprilie 2005